# ديرموت فاريل
ديرموت فاريل (بالإنجليزية: Dermot Farrell)‏ هو كاهن كاثوليكي أيرلندي، ولد في 22 نوفمبر 1954.